# Elvira's Haunted Hills
Elvira's Haunted Hills es la secuela de Elvira, Mistress of the Dark, dirigida por Sam Irvin. La película se estrenó en la International Rocky Horror Fan Convention el 23 de junio de 2001.

## Argumento
Carpathia, 1851: Elvira y su sirvienta Zou Zou (Mary Jo Smith), están en camino a un cancán revue en París, cuando son expulsados de una posada por una ligera discrepancia monetaria . Después de salir del pueblo son rescatadas por el Dr. Bradley Bradley (Scott Atkinson), que la lleva a permanecer en el castillo ubicado en las colinas altas sobre el pueblo. Si bien no conoce a los residentes, descubre que ella se parece mucho a la exesposa fallecida del conde (Richard O'Brien).

## Reparto
- Cassandra Peterson como Elvira, Dama de la Oscuridad/Lady Elura Hellsubus.
- Richard O'Brien como Lord Vladimere Hellsubus.
- Mary Scheer como Lady Ema Hellsubus (la adultera).
- Scott Atkinson como Dr. Bradley Bradley (el charlatán).
- Heather Hopper como Lady Roxanna Hellsubus (Catalepsy poster child).
- Mary Jo Smith como Zou Zou.
- Gabriel Andronache como Adrian (stable stud).
- Jerry Jackson como the English gentleman.
- Theodor Danetti como el dueño de la posada.

## Producción
La película parodia cariñosamente la mayor parte de las películas de Edgar Allan Poe dirigidas por Roger Corman y las películas de terror británicas de Hammer Productions. Mención de esto se hace en el material contenido dentro del DVD de la película.

## Premio
- Provincetown International Film Festival Best feature - audience award: 2002[1]